# راسيل غيرسون
راسيل غيرسون (بالإنجليزية: Russ Gershon)‏ هو ملحن أمريكي، ولد في 11 أغسطس 1959.

## وصلات خارجية
- راسيل غيرسون على موقع ميوزك برينز (الإنجليزية)
- راسيل غيرسون على موقع ديسكوغز (الإنجليزية)